# Cymodoce delvarii
Cymodoce delvarii is een pissebed uit de familie Sphaeromatidae. De wetenschappelijke naam van de soort is voor het eerst geldig gepubliceerd in 2013 door Valiallah Khalaji-Pirbalouty, Niel L. Bruce en Johann-Wolfgang Wägele.
De soort komt voor aan de Iraanse kust van de Perzische Golf.